# Deion Sanders
Deion Luwynn Sanders (* 9. August 1967 in Fort Myers, Florida, USA), Spitzname: Primetime oder Neon Deion, ist ein ehemaliger American-Football-Spieler auf der Position des Cornerbacks, heutiger Head Coach der University of Colorado und ein ehemaliger Baseballspieler auf der Position eines Outfielders. Er ist einer der wenigen Athleten, die parallel sowohl in der National Football League (NFL) als auch in der Major League Baseball (MLB) spielten. Nach seiner aktiven Karriere war er als Fernsehmoderator tätig, bevor er American-Football-Headcoach wurde.
Deion Sanders ist der einzige Spieler, der an einem Tag ein NFL- und ein MLB-Spiel bestritt. Außerdem spielte er als Einziger in einem Endspiel der beiden Ligen: Im Super Bowl der NFL und in der World Series der MLB.

## College
Sanders besuchte von 1985 bis 1988 die Florida State University in Tallahassee. Im Sportteam, den Florida State Seminoles, war er in Leichtathletik, Baseball und American Football erfolgreich. 1988 wurde er mit dem Jim Thorpe Award ausgezeichnet.

## Baseballkarriere

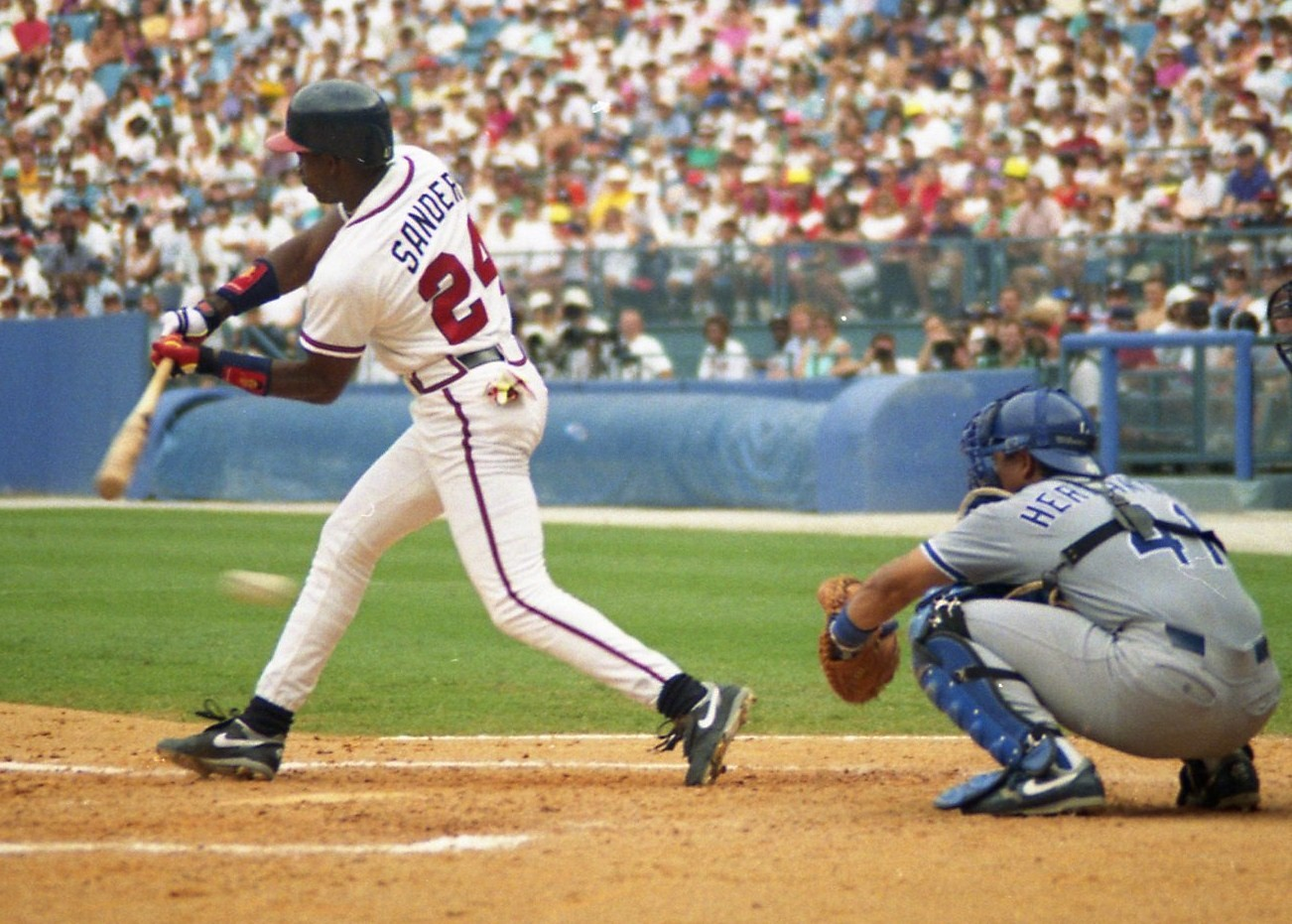
Sanders (l.) 1993 als Mitglied der Atlanta Braves.

1988 wurde Sanders vom Major-League-Baseball-Team New York Yankees gedraftet und unter Vertrag genommen, wo er als Outfielder spielte. Sanders war ein solider Schlagmann (.293 Batting Average in 641 Spielen), der wegen seiner Sprinterqualitäten als sehr guter Baserunner (43-mal erreichte er mit einem Hit direkt die Dritte Base (Triple) und 183-mal stahl er eine Base) bekannt war. Zudem schlug er 39 Home Runs in der MLB.
Höhepunkt seiner Karriere war das Erreichen der World Series 1992 mit den Atlanta Braves, in der er eine starke Leistung bot und trotz eines angebrochenen Fußknochens einen Batting Average von .533 schlug. Später spielte er noch für die die Cincinnati Reds und San Francisco Giants.
Obwohl Sanders ein begabter Baseball-Spieler war, verhehlte er nie, dass Baseball seine „gute Freundin“ sei, aber Football seine „wahre Liebe“.

## Footballkarriere
Ebenfalls 1989 wurde Sanders vom NFL-Team Atlanta Falcons gedraftet und verpflichtet, für das er bis 1993 als Cornerback spielte. Bei den Falcons erlebte Sanders ein fulminantes Debüt, als er bei seinem ersten Punt-Return aus 68 Yards Distanz einen Touchdown erzielte. Besonders bemerkenswert war, dass Sanders während beinahe seiner gesamten Football-Karriere auch in der Major League Baseball spielte. 1989 wurde er der erste Mensch, der in derselben Woche sowohl einen Home Run in der MLB als auch einen Touchdown in der NFL erzielen konnte.
Im Football etablierte sich Sanders als einer der besten Returner und Cornerbacks seiner Generation: zwischen 1991 und 1998 wurde er achtmal für den Pro Bowl nominiert, dem All-Star-Spiel der NFL. Besonders gefürchtet war Sanders für seine Interceptions. Als Falcon fing er 24-mal gegnerische Würfe ab und erzielte hieraus drei Defensivtouchdowns. Sanders war so als „shutdown cornerback“ gefürchtet, dass diverse NFL-Teams nie auf die Seite warfen, die Sanders verteidigte – und somit ihr Angriffsspiel berechenbarer machten. Um seine Schnelligkeit (Sanders konnte 40 Yards in 4,2 Sekunden laufen) und Fangsicherheit auch im Angriff auszunutzen, wurde er auch gelegentlich als Wide Receiver in der Offense eingesetzt und markierte zwei Offensivtouchdowns. Sanders wurde somit einer der wenigen NFL-Spieler der Moderne, die sowohl in der Offense als auch in der Defense Touchdowns erzielten.
1994 wechselte Sanders zu den San Francisco 49ers, wo Quarterback Steve Young und Wide Receiver Jerry Rice den Angriff anführten. Sanders spielte die wohl beste Saison seiner Karriere, fing sechs Interceptions und erlief daraus 303 Yards Raumgewinn und drei Touchdowns. Ende der Saison gewann er den NFL Defensive Player of the Year Award. Bei der Rückkehr nach Atlanta prügelte er sich zuerst mit Ex-Teamkollege Andre Rison, fing direkt danach einen Pass von Falcons-Quarterback Jeff George ab und erzielte einen 94-Yards-Touchdown.
Sanders trug seinen Teil dazu bei, dass die 49ers überlegen den Super Bowl XXIX gewannen. Damit wurde er der erste, der sowohl im Super Bowl als auch in der World Series (1992) gespielt hatte. Da Jerry Rice allerdings Sanders als „arrogantes Großmaul“ sah, der sich selbst über das Team stellte, wurde der Cornerback nach einem Jahr an die Dallas Cowboys getradet. Ein weiterer Grund war, dass die 49ers Sanders ausschließlich als Cornerback spielen ließen, anstelle auch als Receiver und Returner. Da die gegnerischem Quarterbacks selten in seine Richtung warfen, fühlte er sich trotz der Siege gelangweilt und unausgefüllt und überlegte, Football an den Nagel zu hängen und Vollzeit-Baseballer zu werden. Obwohl zwischen den beiden bis heute persönliche Animositäten bestehen, erkennt Sanders Rice als einen der besten Gegenspieler an, gegen die er jemals spielte.
Bei den Cowboys wurde er mit seinem Freund Michael Irvin vereint. Gemeinsam gewannen sie den Super Bowl XXX gegen die Pittsburgh Steelers mit 27:17, wobei Sanders in diesem Finalspiel nicht nur als Cornerback und Return-Spezialist, sondern auch als Wide Receiver aufgeboten wurde. Sanders fing einen 47-Yards-Wurf von Aikman, auf den wenige Spielzüge später ein Touchdown von Tight End Jay Novacek zum 9:0 folgte. Danach versanken die Cowboys im Mittelmaß. Als sich Irvin 1996 verletzte, übernahm der nominelle Verteidiger Sanders seine Wide-Receiver-Position in der Offense, erzielte 475 Yards Raumgewinn und einen Touchdown. Als Cornerback fing er zwei Interceptions. Damit wurde Sanders der erste Spieler seit 34 Jahren, der sowohl in der Offense als auch in der Defense im Starting Lineup eingesetzt wurde.
Bis 1999 spielte er in Dallas, bevor er 2000 zu den Washington Redskins wechselte, bei denen er im Jahre 2001 zunächst seine Karriere beendete. 2004 kehrte er jedoch auf die Footballbühne zurück und wurde von den Baltimore Ravens verpflichtet, für die er auch im Jahr 2005 spielte und dann seine aktive Karriere endgültig beendete.
Sanders ist der einzige Spieler der NFL-Geschichte, der auf alle sechs verschiedene Weisen einen Touchdown erzielte: als Puntreturn, als Kickreturn, als Receiver (Passempfänger), als Rusher (Läufer), nach einer Interception und nach einem Fumble.
Er wurde nach Ablauf der fünfjährigen Mindestwartefrist 2011 in die Pro Football Hall of Fame aufgenommen.

## Trainerkarriere
Im Jahr 2012 begann Sanders seine Trainerlaufbahn als Highschool-Headcoach des Footballteams der von ihm mitgegründeten umstrittenen Prime Prep Academy in Texas. 2015 und 2016 agierte er als Cheftrainer des Footballteams der Triple A Academy High School. Von 2017 bis 2020 war Sanders Assistenztrainer an der Trinity Christian School in Texas. Dort arbeitete er als Offensive Coordinator.
Im September 2020 wurde Sanders zum Cheftrainer der Footballmannschaft der Jackson State University ernannt. In seiner ersten Saison dort gewann er 4 von 7 Spielen. In seiner zweiten Saison, 2021, gewann Sanders 11 Spiele mit nur einer Niederlage in der regulären Saison und wurde Meister der Southwestern Athletic Conference. Dabei wurde er als Trainer des Jahres der Southwestern Athletic Conference geehrt und gewann den Eddie Robinson Award als bester Trainer der Football Championship Subdivision. Im 2021 Celebration Bowl verlor er sein zweites Spiel der Saison gegen die South Carolina State University. In der Saison 2022 gewann Sanders mit seinem Team alle 12 Spiele der regulären Saison und wurde erneut Meister der Southwestern Athletic Conference sowie Coach des Jahres.
Am 4. Dezember 2022 wurde Sanders zum Cheftrainer der University of Colorado ernannt.

## Privatleben und Image
Sanders ist in zweiter Ehe mit seiner Frau Pilar verheiratet, mit der er drei Kinder hat. Aus erster Ehe hat er  bereits zwei Kinder. Als er sich 1997 zum ersten Mal scheiden ließ, unternahm er einen Suizidversuch. Sanders’ jüngster Sohn Shedeur Sanders, den er in seiner Zeit für Jackson State und Colorado trainierte, wurde ebenfalls Footballspieler.
Sanders war während seiner gesamten Karriere für sein extrovertiertes Auftreten mit greller Kleidung, schweren Goldketten und teuren Autos bekannt, was ihm die Spitznamen „Prime Time“ und „Neon Deion“ einbrachte. Gerne hüpfte er vor Touchdowns mit Stechschritten („high steps“) in die Endzone, schwenkte den Football provozierend vor seinen hinterhersprintenden Gegnern her und tänzelte den „Deion Shuffle“. Sanders begründete sein exzentrisches Image mit der Tatsache, dass er „extrem ehrgeizig“ sei und es eine Reaktion auf die Tatsache sei, dass er als Cornerback eine unglamouröse, oft übersehene Feldposition spielen würde. Der Volleyballspielerin Gabrielle Reece, die gemeinsam mit Sanders die Florida State University besuchte, begründete er seinen Gimmick als Mittel, sich besser zu verkaufen als Kollegen, die seiner Ansicht nach „besser seien als er selbst“.
Für den NFL-Draft 2013 spielte Sanders in einem NFL-Werbespot den talentierten, aber arroganten Rookie „Leon Sandcastle“, mit dem Sanders sich selbst parodierte.